# Proszew B
Proszew B est un village de polonais, situé dans la gmina de Grębków de la Powiat de Węgrów et dans la voïvodie de Mazovie dans le centre-est de la Pologne.
Il se situe à environ 14 kilomètres au sud de Węgrów, et 71 kilomètres à l'est de Varsovie.
Le village a une population de 30 habitants en 2006.

## Histoire
De 1975 à 1998, le village appartenait à la voïvodie de Siedlce.